# Йоан Апокавк (XIV век)
 Тази статия е за управителя на Солун от XIV век.  За навпактския митрополит от XII - XIII век вижте Йоан Апокавк.  
Йоан Апокавк (на средногръцки: Ἱωάννης Ἀπόκαυκος) е византийски аристократ и администратор от първата половина на XIV век.

## Биография
Апокавк е първородният син на византийския велик дука и една от основните фигури във Византийската гражданска война от 1341 – 1347 година Алексий Апокавк от първия му брак.
В 1343 година, след като жителите на втория по големина град в Империята Солун се надигат срещу съперника на Алексий Апокавк Йоан Кантакузин, Йоан Апокавк е провъзгласен за велик примикюр и назначен за управител на града. Действителната власт в Солун обаче остава в ръцете на радикалната Зилотска фракция, която организира антикантакузинското въстание.
През юни 1345 година бащата на Йоан Апокавк - Алексий Апокавк е линчуван от политически затворници и убит. Йоан Апокавк незабавно взима страната на Йоан Кантакузин, но зилотите надделяват в Солун и възстановяват своята власт преди силите на Кантакузин да успея да достигнат града и да подпомогнат Апокавк и неговите привърженици. Йоан Апокавк е заловен и екзекутиран.